# Seleção Croata de Futebol Feminino
A Seleção Croata de Futebol Feminino representa a Croácia no futebol feminino internacional.
Nunca participou da Eurocopa Feminina, nem da Copa do Mundo Feminina, nem do Torneio de Futebol dos Jogos Olímpicos.
Em 2015, foi convidada para disputar o Torneio Internacional de Futebol Feminino em Natal, Rio Grande do Norte mas desistiu poucos dias antes do início da competição.